# 1997-es Formula–1 monacói nagydíj
A monacói nagydíj volt az 1997-es Formula–1 világbajnokság ötödik futama.

## Futam
1997-ben itt szerezte első pole-pozícióját Schumacher előtt a williamses Heinz-Harald Frentzen. Schumacher esőgumival rajtolt, míg a Williamsek száraz pályás abronccsal. Az eső a versenyen nem állt el, hanem még erősödött is, így a két Williams hamar hátracsúszott a mezőnyben. Villeneuve a 16. körben esett ki műszaki hiba miatt, Frentzen pedig a 39. körben kipördült. Michael Schumacher 53 másodperccel nyert Rubens Barrichello Stewartja és csapattársa Irvine előtt. Az 1997. évi verseny az eső miatt csak 62 körös volt.
| Helyezés | #  | Versenyző             | Csapat/Motor      | Futott körök | Idő/Kiesés oka        | Rajthely | Pontszám |
| -------- | -- | --------------------- | ----------------- | ------------ | --------------------- | -------- | -------- |
| 1        | 5  | Michael Schumacher    | Ferrari           | 62           | 2:00:05,654           | 2        | 10       |
| 2        | 22 | Rubens Barrichello    | Stewart-Ford      | 62           | +53,306               | 10       | 6        |
| 3        | 6  | Eddie Irvine          | Ferrari           | 62           | +1:22,108             | 15       | 4        |
| 4        | 14 | Olivier Panis         | Prost-Mugen-Honda | 62           | +1:44,402             | 12       | 3        |
| 5        | 19 | Mika Salo             | Tyrrell-Ford      | 61           | +1 kör                | 14       | 2        |
| 6        | 12 | Giancarlo Fisichella  | Jordan-Peugeot    | 61           | +1 kör                | 4        | 1        |
| 7        | 23 | Jan Magnussen         | Stewart-Ford      | 61           | +1 kör                | 19       |          |
| 8        | 18 | Jos Verstappen        | Tyrrell-Ford      | 60           | +2 kör                | 22       |          |
| 9        | 8  | Gerhard Berger        | Benetton-Renault  | 60           | +2 kör                | 17       |          |
| 10       | 20 | Katajama Ukjó         | Minardi-Hart      | 60           | +2 kör                | 20       |          |
| Kiesett  | 4  | Heinz-Harald Frentzen | Williams-Renault  | 39           | Kicsúszás             | 1        |          |
| Kiesett  | 15 | Nakano Sindzsi        | Prost-Mugen-Honda | 36           | Kicsúszás             | 21       |          |
| Kiesett  | 17 | Nicola Larini         | Sauber-Petronas   | 24           | Kicsúszás             | 11       |          |
| Kiesett  | 7  | Jean Alesi            | Benetton-Renault  | 16           | Kicsúszás             | 9        |          |
| Kiesett  | 3  | Jacques Villeneuve    | Williams-Renault  | 16           | Kicsúszás             | 3        |          |
| Kiesett  | 11 | Ralf Schumacher       | Jordan-Peugeot    | 10           | Kicsúszás             | 6        |          |
| Kiesett  | 16 | Johnny Herbert        | Sauber-Petronas   | 9            | Kicsúszás             | 7        |          |
| Kiesett  | 21 | Jarno Trulli          | Minardi-Hart      | 7            | Kicsúszás             | 18       |          |
| Kiesett  | 10 | David Coulthard       | McLaren-Mercedes  | 1            | Kicsúszás             | 5        |          |
| Kiesett  | 9  | Mika Häkkinen         | McLaren-Mercedes  | 1            | Ütközés               | 8        |          |
| Kiesett  | 1  | Damon Hill            | Arrows-Yamaha     | 1            | Ütközés Verstappennel | 13       |          |
| Kiesett  | 2  | Pedro Diniz           | Arrows-Yamaha     | 0            | Kicsúszás             | 16       |          |

## A világbajnokság élmezőnyének állása a verseny után
| H  | Versenyzők         | Pont | H  | Konstruktőrök     | Pont |
| -- | ------------------ | ---- | -- | ----------------- | ---- |
| 1. | Michael Schumacher | 24   | 1. | Ferrari           | 38   |
| 2. | Jacques Villeneuve | 20   | 2. | Williams-Renault  | 30   |
| 3. | Eddie Irvine       | 14   | 3. | McLaren-Mercedes  | 20   |
| 4. | David Coulthard    | 10   | 4. | Benetton-Renault  | 13   |
| 5. | Gerhard Berger     | 10   | 5. | Prost-Mugen-Honda | 9    |

## Statisztikák
Vezető helyen:
- Michael Schumacher: 62 (1-62)

Michael Schumacher 23. győzelme, 26. leggyorsabb köre, Heinz-Harald Frentzen 1. pole-pozíciója.
- Ferrari 109. győzelme.

Nicola Larini utolsó versenye.